# Гукор
Гу́кор (гу́кар, гукарь, гукр, гукер, хукер, от нидерл. hoeker) — двухмачтовое промысловое и грузовое парусное судно с широким носом и круглой кормой водоизмещением 60—200 тонн. Судно имело длинный бушприт, на котором крепились фор-стеньги стаксель, кливер и бом-кливер. Экипаж — около 70 человек.
Строили в XIII—XV веках в Нидерландах как рыбачьи лодки, а впоследствии и на всём побережье Северной Европы. Иногда использовали название «фиш-гукер», уточнявшее принадлежность к рыболовецким судам. Сохранился и используется традиционный ирландский «Голуэй-гукер» (Galway hooker), названный по местности, откуда он происходит.
В Российском императорском флоте суда данного класса несли службу в XVIII — начале XIX веков, использовались в качестве транспортных и экспедиционных судов, для несения дозорной и посыльной служб. В составе флота находились как специально построенные на российских верфях, так и приобретённые для нужд флота гукоры, также использовался ряд трофейных судов.